# حمود بوعلام (شركة)
حمود بوعلام (باللاتينية: Hamoud Boualem) هي شركة جزائرية خاصة لتصنيع المشروبات المختلفة، وهي شركة عائلية تأسست سنة 1879 في الحي الشعبي بلوزداد (بلكور سابقا) بالجزائر العاصمة من قبل يوسف حمود، ويتم استهلاك المنتوج أساسا في الجزائر، ولكنها بدأت في الانتشار في مختلف الدول التي تتواجد بها الجاليات الجزائرية كفرنسا والولايات المتحدة وإنجلترا وكندا.
وتتقاسم حمود بوعلام سلم المبيعات المشروبات الغازية عبر كامل السوق الوطنية، بنسبة تغطية محلية قاربت 50 بالمائة في العاصمة وضواحيها، و25 بالمائة في المناطق الأخرى، يليه مجمع كوكاكولا بحجم تغطية تقدر 25 بالمائة، متبوعا بشركة بيبسي.

## التاريخ

### الحادث المشؤوم
- تزامن ذلك الموعد مع حادث مشؤوم تعرضت له عائلة حمود بفقدانها لابنها قدور (والد بوعلام) الذي لم يكن يتعدى عمره الـ 26 سنة. وتشير حكايات العائلة المتوارثة منذ ذلك الوقت، أن قدور وبعدما أنهكته الحرارة الشديدة التي شهدها ذلك اليوم، قرر أن يأخذ قسطا من القيلولة داخل مخزن التبريد الذي كان مملوءا بالثلج، فقضى حتفه متأثرا بالبرودة الشديدة.

### عزيمة الأب تنتقل إلى الابن

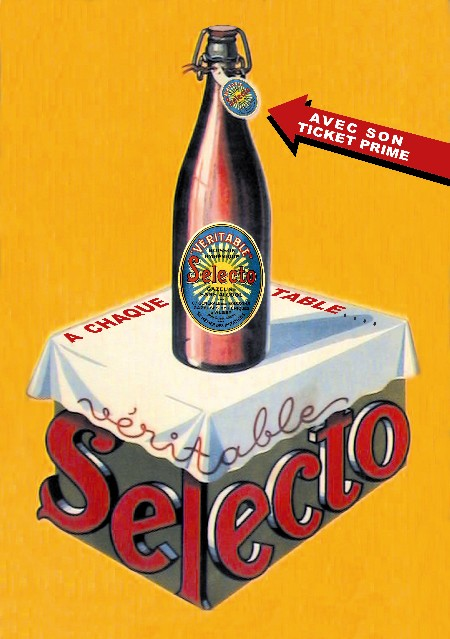
صورة إشهارية لمنتوج سيليكتو

- ترك الفقيد ابنه بوعلام سندا لوالده يوسف الذي بدأت سنوات الدهر تعييه، ورأى في حماسة بوعلام وطموحه السند الذي سترتكز عليه العائلة في استمرار عمر مؤسستها. وبالفعل، كان ظن الجد في محله، إذ لم يمض وقت طويل حتى يعلن الابن رغبته في خوض تجربة إنتاج المشروبات الغازية التي لم تكن منتشرة آنذاك. ليبدأ في تجسيد الفكرة بمشروب أبيض أطلق عليه اسم ”حمود”. فشيد له مصنعا صغيرا في حي بلكور الشعبي، وهو نفس المشروب المعروف حاليا. وسرعان ما بدأ هذا المنتوج الجديد يعرف طريقه إلى أذواق العامة من أبناء العاصمة آنذاك، إلى أن ذاع صيته، بالشكل الذي دفع بالسلطات الاستعمارية إلى السماح لمشروب حمود بالمشاركة في معرض باريس العالمي المقام في سنة 1889 الذي أقيم بمناسبة إتمام إنجاز برج إيفل المشهور. وكانت المفاجأة أن حصل مشروب ”حمود” على الميدالية الذهبية كأحسن مشروب غازي في العالم، رغم المشاركة الواسعة لأبرز الماركات الأوروبية والعالمية في ذلك الوقت.
- ولم يتوقف النجاح عند ذلك، فقد تمكّن ذات المشروب من حصد ما لا يقل عن 20 ميدالية ذهبية خارج المسابقات على مدى السنوات العشرين التي أعقبت ذلك. وبما أن مشروبات حمود بوعلام، التي عرفت مع مرور الوقت والسنوات، تنوعا وتطورا، كما توسع نشاطها بشكل ملحوظ بعد الإقبال المنقطع النظير عليها، كان لزاما على الابن بوعلام أن يجد مكانا أكبر، خاصة وأن المصنع القديم الضيق في حي بلكور لم يعد بمقدوره استيعاب حجم السمعة التي أضحت عليها مشروبات حمود بوعلام. فوقع الاختيار على قطعة أرضية بالمنطقة الصناعية الموازية لشارع حسيبة حاليا، أين تم بناء المصنع الكبير سنة 1921 وهو نفس المصنع الذي لا يزال قائما إلى اليوم.

### الأزمة المالية
- وتواصلت سلسلة النجاحات التي قادها هذه المرة الحفيد يوسف حمود إلى غاية سنة 1940، أين بدأت الشركة تعرف بعض المشاكل المالية. وتقول بعض الروايات إن السلطات الاستعمارية آنذاك وبعد النجاح والسمعة الكبيرين الذين عرفتهما مشروبات حمود بوعلام، عملت بكل ما في وسعها لتكسير الشركة من أجل أن تتخلى العائلة عن نسبة كبيرة من أسهمها لفائدة أحد المعمّرين، وهو ما تم فعلا، حيت فقدت العائلة كل السيطرة على شركتها، إلى درجة أن يوسف الذي لم يعد يملك سوى جزء بسيط من الأسهم، أصبح مجرد عامل بسيط ليس إلا…

### عودة الشركة إلى أصحابها
- نفس المشاكل المالية التي عرفها أصحاب الشركة الأصليون، ظلت تلازم المالك الجديد، إلى درجة أن سمعة حمود بوعلام أصبحت مهددة بعدما بدأت فكرة غلق المصنع تطارد هذا المعمّر، ليقرر الحفيد يوسف إعادة شراء ما نسبته 70 بالمائة من الأسهم، بينما تكفلت عائلة حافيز ـ وهي من أقارب عائلة حمود ـ بشراء الـ 30 بالمائة الباقية، ليتوسع النشاط من جديد بعد سنة 1949 إلى صناعة العجائن الغذائية بمختلف أنواعها.
- وتشير بعض الشهادات إلى أن لجنة الـ22 التي مهّدت للثورة التحريرية، لقيت استجابة بعد اتصالها بعائلتي حمود وحافيز من أجل تمويل بعض النشاطات آنذاك. وهو ما تناوله أيضا كتاب بن يوسف بن خدة الذي تناول بالتفصيل مجمل المساهمات المالية التي قدمها شركة حمود في بدايات الثورة الجزائرية. وفي سنة 1956، ألقي القبض على يوسف بتهمة النشاط في خلايا الدعم، ليتم سجنه بسركاجي ثم البرواقية، فيما تمكن الشريك دحمان حافيز من الفرار إلى المغرب. ورغم غياب الشريكين عن دواليب إدارة المصنع، إلا أن أفراد العائلتين تمكنوا من تسيير شؤون هذه المرحلة الصعبة إلى غاية تحقيق الاستقلال.

### مرحلة التأميم..ومابعدها
وتبقى سنة 1962 من بين أهم المراحل الحاسمة في تاريخ شركة حمود بوعلام، فمع صدور قانون التأميم، عارضت عائلتا حمود وحافيز هذا الإجراء، وتمسكتا برأيهما على اعتبار أن ذات الشركة ساهمت في الثورة التحريرية، ولا يمكن أن يجازى أصحابها بمثل هذا الإجراء. الأمر الذي دفع بالسلطات آنذاك إلى سن قانون آخر يعفي سبع عائلات من تأميم ممتلكاتها من بينها شركة حمود بوعلام التي شملها التأميم في مصنع العجائن والمواد الغذائية.
وبقيت مسيرة القرن تسير بخطوات ثابتة إلى غاية سنة 1978، وهي السنة التي بدأت فيها الشركة تعرف مرة أخرى بعض المشاكل جراء السياسة المنتهجة آنذاك خاصة على القطاع الصناعي من الدرجة الثانية الذي تنتمي المشروبات الغازية إليه، وهو ما جعل المصنع يواجه صعوبات كبيرة في إيجاد المواد الأولية.
- كانت سنوات الثمانينيات الأسوأ في تاريخ حمود بوعلام، حيث عرف رقم أعمال الشركة تقهقرا ملحوظا كاد أن يعصف بها تماما، ليستمر الحال هكذا إلى غاية 1993، وهي السنة التي عرفت فيه السوق الجزائرية بعض الانفتاح مع دخول بعض الشركات العالمية، وهو ما جعل حمود بوعلام يستغل الفرصة للعودة إلى السوق من جديد وتجديد الآلات.

## المنتوجات
تعتبر أبرز المنتوجات المسوقة والأكثر شهرة في الجزائر من طرف حمود بوعلام هي :
- سيليكتو : مشروب غازي مستخلص من التفاح، وكان يسمى سابقا باسم فكتوريا.
- الليمونادا : وهو الذي حصل على الميدالية الذهبية في معرض باريس العالمي، وكان يسمى سابقا رويال.
- كروش : وهو مشروب غازي مستخلص من البرتقال لكن تم التوقف عن عن إنتاجه:هناك من يقول ان السبب راجع إلى مكوناته الحساسة.
- سليم:وهو يضم 6 مشروبات غازية(ليمون اصفر، برتقال، فراولة، أناناس، تفاح أخضر، تفاح أحمر).
- حمود كولا:

كما لديه العديد من العصائر منها الممزوج بالحليب.
إضافة إلى المياه المعدني.

### مقالات ذات صلة
- بلوزداد

### وصلات خارجية
- الموقع الرسمي (فرنسي).
- تاريخ شركة حمود بوعلام
- حمود بوعلام.. مسيرة قرن وربع انطلقت من حي بلكور الشعبي